# Trasa Hrdinů Věže parašutistů
Cesta Hrdinů Věže parašutistů, polsky Szlak Bohaterów Wieży Spadochronowej, – červeně značená turistická trasa ve Slezském vojvodství.

## Obecné informace
Trasa vede přes všechny základní body obrany Katovic v roce 1939. Na cestě se nachází mimo jiné: Památník Slezských povstalců, park Tadeusze Kosciuszka v Katovicích, Věž parašutistů v Katovicích. Celková délka trasy je 38,4 km.

## Trasa trasy
Mapa trasy
- Katovice
  - Brynów
  - Ligota
  - Zadole
  - Zbiornik Starganiec
- Mikołów
  - Jamna
  - Rynek
  - Bujaków
- Chudów

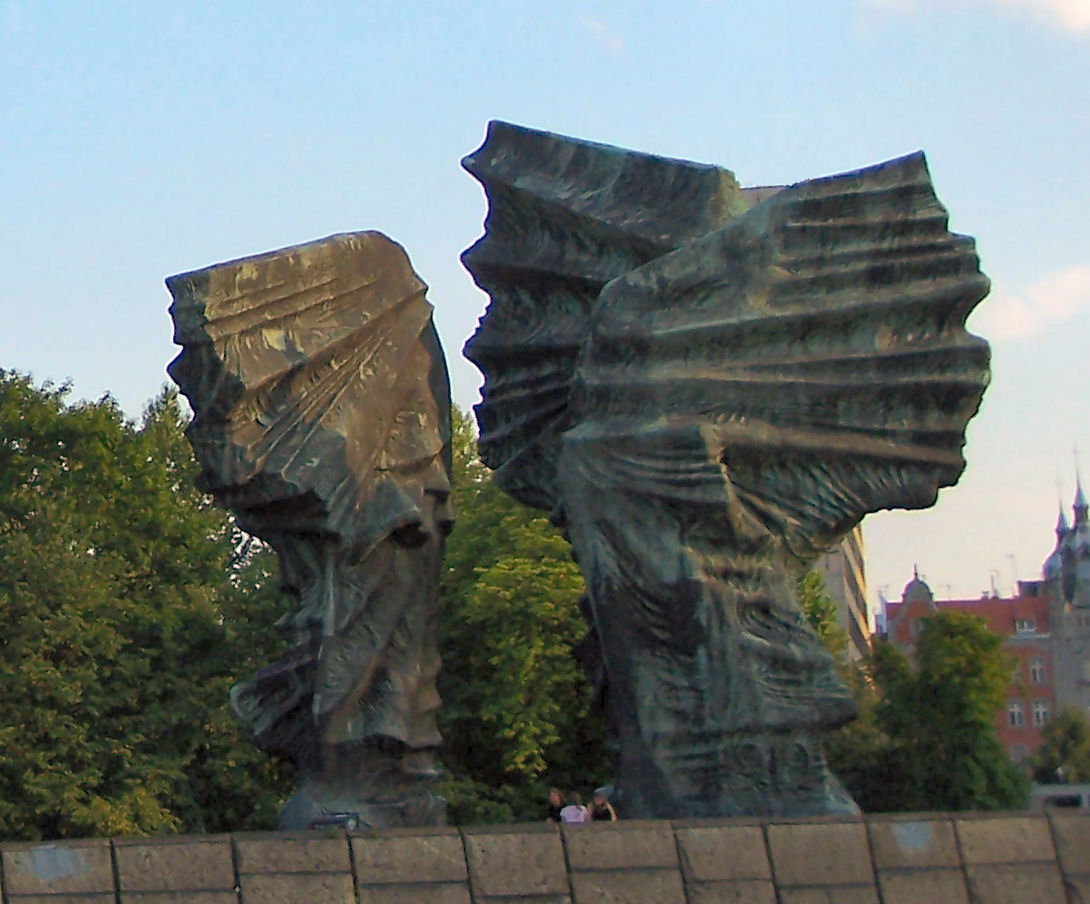
Památník Slezských povstalců
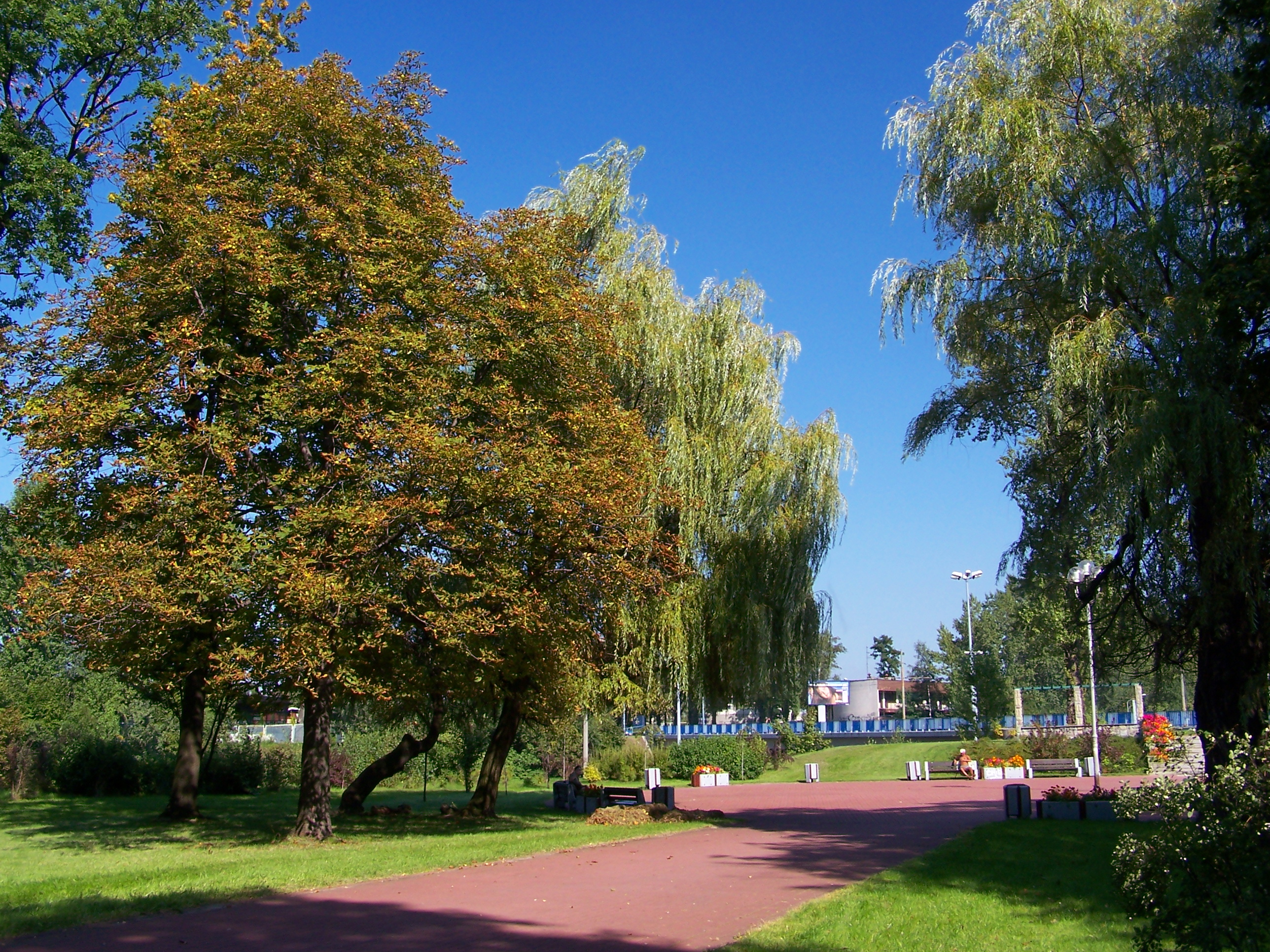
Park Tadeusze Kosciuszka
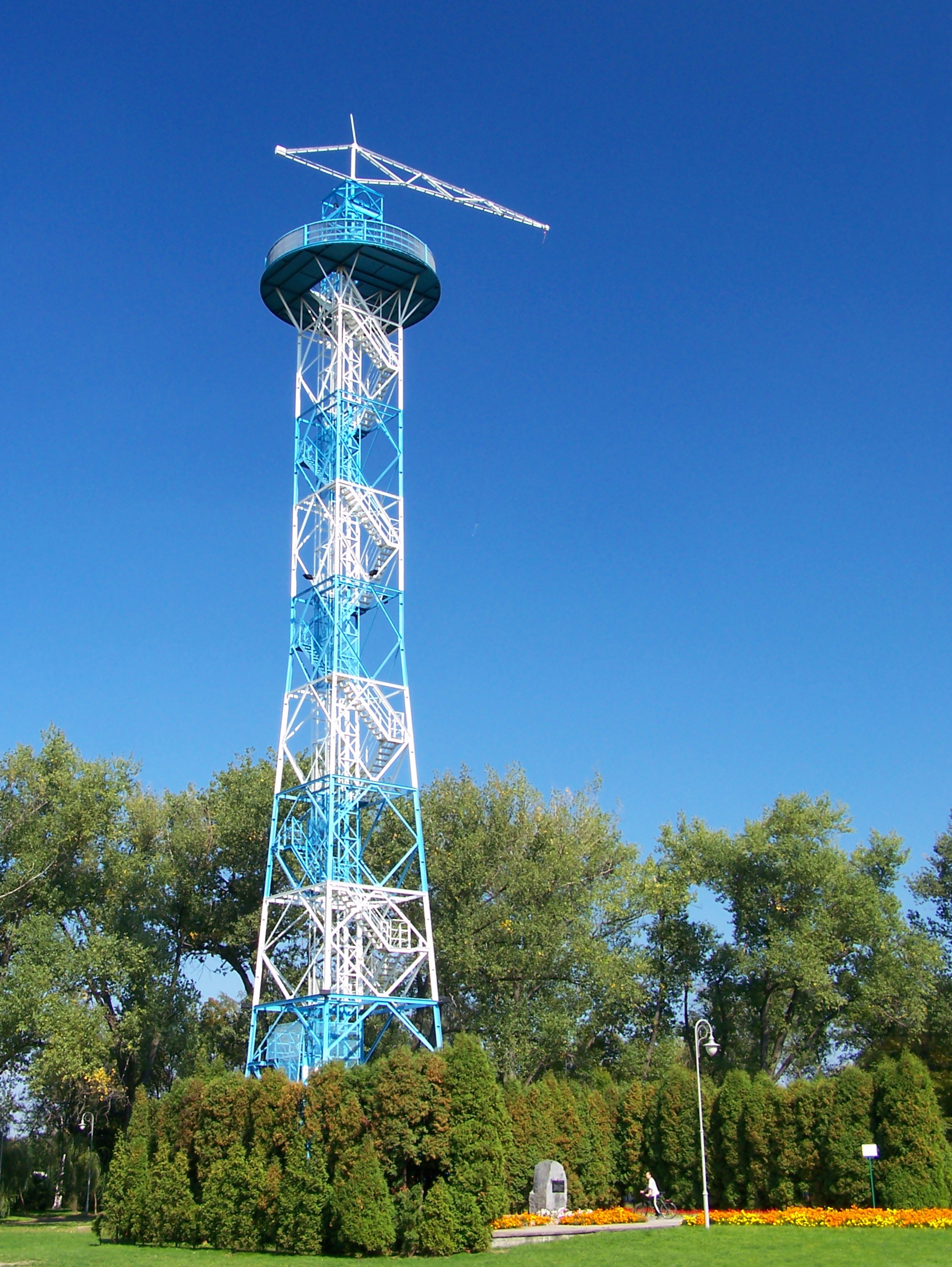
Věž parašutistů v Katovicích